# Brantly B-2
El Brantly B-2 es un helicóptero ligero biplaza estadounidense producido desde 1953 hasta 1994 por la Brantly Helicopter Corporation.

## Diseño y desarrollo
Tras el fracaso de su primer diseño, el Brantly B-1, Newby O. Brantly decidió diseñar un helicóptero más simple para el comprador privado. El B-2 tenía un solo rotor principal y voló por primera vez el 21 de febrero de 1953. Fue seguido por un segundo prototipo mejorado que voló por primera vez el 14 de agosto de 1956.
El B-2A se introdujo con una cabina modificada, y el B-2B tiene un mayor motor de inyección de combustible de 180 hp. El B-2B tiene un rotor principal articulado de tres palas y un fuselaje totalmente metálico, que puede ser operado con tren de aterrizaje de patines, ruedas o flotadores. Excepcionalmente, para ahorrar espacio, el motor se monta verticalmente en el fuselaje, detrás de la cabina.

## Historia operacional
El diseño básico ha permanecido en producción durante más de 50 años. El Ejército de los Estados Unidos ordenó cinco B-2 (designados YHO-3) para evaluarlos en la competición Helicóptero Ligero de Observación (LOH) en 1958; aunque no ganó, el Ejército operó la variante no tripulada Hynes H-5T como blanco aéreo desde 1986. Introducida a principios de los años 70, una versión mejorada más grande de cinco asientos fue designada Brantly 305.

## Variantes

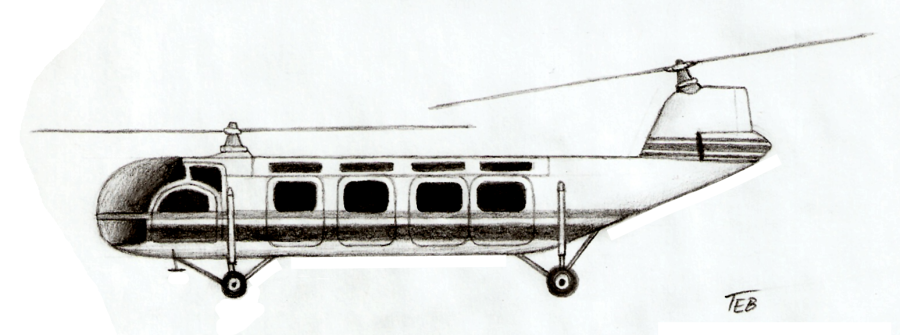
El no construido helicóptero de transporte de 10 asientos Brantly B-2J10. Iba a ser propulsado por dos motores Allison 250-C18 o dos Boeing 550-1-12C.

B-2
Helicóptero utilitario ligero biplaza.
YHO-3
Designación militar estadounidense del B-2.
B-2A
Versión de producción inicial.
B-2B
Versión mejorada, equipada con nuevas palas de metal y un motor mejorado de inyección de combustible Lycoming de 180 hp.
305
Versión más grande de 5 plazas.
H-2
Designación del B-2 producido por Brantly-Hynes entre 1976 y 1979.
B-2J10
Versión proyectada de rotor en tándem con fuselaje mayor y más ancho, para llevar pasajeros y/o carga. No construida.
V750 UAV
Versión UAV desarrollada por Qingdao Haili Helicopters Co. Ltd., una asociación entre Brantly International Inc, Qingdao Wenquan International Aviation Investment Co., Ltd, y Qingdao Brantly Investment Consultation Co., Ltd. El primer vuelo se completó el 7 de mayo de 2011, y recibió un pedido de un cliente no especificado.

## Accidentes
El B-2 había tenido 21 accidentes fatales entre febrero de 1964 y agosto de 2009.

## Especificaciones (B-2B con patines)
Referencia datos: Jane's All the World's Aircraft 1976–77

### Características generales
- Tripulación: Dos
- Longitud: 6,6 m (21,8 ft)
- Diámetro rotor principal: 7,2 m (23,8 ft)
- Altura: 2,1 m (6,8 ft)
- Área circular: 41,1 m² (442,4 ft²)
- Peso vacío: 463 kg (1020,5 lb)
- Peso máximo al despegue: 757 kg (1668,4 lb)
- Planta motriz: 1× motor bóxer de cuatro cilindros refrigerado por aire Avco Lycoming IVO-360-A1A.
  - Potencia: 130 kW (179 HP; 177 CV)
- Capacidad de combustible: 120 l

### Rendimiento
- Velocidad máxima operativa (Vno): 160 km/h (99 MPH; 86 kt) a nivel del mar
- Velocidad crucero (Vc): 140 km/h (87 MPH; 76 kt) (75 % de la potencia)
- Alcance: 400 km (216 nmi; 249 mi)
- Techo de vuelo: 3300 m (10 827 ft)
- Régimen de ascenso: 9,7 m/s (1909 ft/min)

### Secuencias de designación
- Secuencia HO-_ (Helicópteros de Observación del Ejército estadounidense, 1956-1962): HO-1 - HO-2 - HO-3 - HO-4 - HO-5 - HO-6

### Listas relacionadas
- Anexo:Aeronaves de la Fuerza Aérea de los Estados Unidos (históricas y actuales)